# Sphenacanthus
Lo sfenacanto (gen. Sphenacanthus) è un pesce cartilagineo estinto, appartenente agli elasmobranchi. Visse tra il Carbonifero inferiore e il Permiano superiore (circa 340 - 255 milioni di anni fa) e i suoi resti fossili sono stati ritrovati in Europa, in Sudamerica e in Nordamerica.

## Descrizione
Questo animale è noto soprattutto per numerose spine delle pinne dorsali isolate, tuttavia uno scheletro completo lungo circa 90 centimetri ha permesso di ricostruire l'aspetto di Sphenacanthus in dettaglio. Questo squalo possedeva pinne pettorali dotate di un'articolazione particolare, insolita per uno squalo del Paleozoico. Questa articolazione, detta tribasale, era composta da tre elementi: di fronte alla cartilagine principale (metapterigio) si trovavano due basi supplementari, il propterigio e il mesopterigio. L'articolazione della pinna con la cartilagine della spalla (scapolarcoracoide) era formata per mezzo di queste tre basi, che la rendevano allo stesso tempo robusta e mobile. Tutti gli squali odierni hanno questo tipo di articolazione. Per contro, Sphenacanthus possedeva ancora una fila di cartilagini dietro il metapterigio, come negli arcaici simmoriiformi ed eugeneodonti.  
La forma generale del corpo di Sphenacanthus richiamava quella di altri squali dello stesso periodo, come Ctenacanthus e Goodrichthys, eccezion fatta per le spine delle pinne dorsali: quelle di Sphenacanthus possedevano coste irregolari e intervallate da ampi spazi, a volte ornate da tubercoli sparsi ma non disposti in file come quelle di Ctenacanthus; le spine, inoltre, erano concave o piatte posteriormente. Sphenacanthus possedeva una dentatura eterodonte, con i denti anteriori dotati di una punta principale e da uno a quattro paia di punte laterali più piccole, e con i denti posteriori appiattiti e massicci. 
Come l'assai simile Tristychius, Sphenacanthus possedeva una lunga regione otica nel neurocranio, una dentatura eterodonte e due spine delle pinne dorsali, ma se ne discostava nell'avere mascelle più lunghe e profonde e una completa copertura di scaglie (Dick, 1998).

## Classificazione
Sphenacanthus venne descritto per la prima volta da Louis Agassiz nel 1837 sulla base di spine isolate provenienti dal Carbonifero della Gran Bretagna. La specie tipo è Sphenacanthus serrulatus, ma negli anni seguenti a questo genere ne vennero attribuite molte altre; si creò inoltre una notevole confusione con il genere Ctenacanthus, e fu necessaria una notevole revisione da parte di John Maisey tra il 1981 e il 1984 per ristabilire una chiara diagnosi dei due generi. 
Oltre alla specie tipo, un'altra forma notevole è S. costellatus, descritta da Traquair nel 1884 sulla base di un esemplare completo proveniente dal Carbonifero inferiore della Scozia e inizialmente attribuita a Ctenacanthus. Altre specie note sono le brasiliane S. gondwanus, S. marhanensis, S. riorastoensis e S. sanpauloensis, la nordamericana S. tenuis e le europee S. marshi, S. hybodoides, S. aequistriatus e S. carbonarius. È possibile che alcuni resti provenienti dalla Russia artica e risalenti al Devoniano appartengano a Sphenacanthus. 
La classificazione di Sphenacanthus non è chiara. È stato classicamente considerato un rappresentante degli ctenacanti, un gruppo di squali arcaici tipici del Paleozoico, ma alcune caratteristiche (ad esempio l'articolazione tribasale delle pinne pettorali) lo identificherebbero come un possibile antenato degli squali odierni (Neoselachii) o degli ibodonti. Un genere assai simile è Tristychius, posto vicino all'origine degli ibodonti. 

## Paleoecologia
Fossili di Sphenacanthus sono stati scoperti in terreni del Carbonifero della Scozia in antichi sistemi di acqua dolce, un habitat che è anche noto nel bacino del Paraná in Brasile (formazione Rio do Rasto). Altri esemplari, come quelli rinvenuti nel bacino di Puertollano in Spagna, suggeriscono che Sphenacanthus viveva anche in zone di influenza marina, in acque salmastre (Soler-Gijón, 1997): è chiaro quindi che Sphenacanthus era un animale eurialino (che poteva vivere sia in acqua salata che in acqua dolce). Questo animale condivideva il suo ambiente con altri squali primitivi, tra cui Xenacanthus e Tristychius. È possibile che Sphenacanthus possa aver predato i suoi parenti di dimensioni minori.